# 센트럴 워싱턴 대학교
센트럴 워싱턴 대학교(Central Washington University, CWU)는 미국 워싱턴주 엘렌스버그에 위치한 공립 대학이다. 1891년 설립된 이 대학은 4개의 부서로 구성된다: President's Division, Business and Financial Affairs, Operations, and Academic, Student Life (ASL). ASL은 4개의 칼리지로 구성된다: the College of Arts and Humanities, the College of Business, the College of Education and Professional Studies, College of the Sciences. 이 대학교의 학생 중 15%가 히스패닉이다.